# Astrotherapie
Astrotherapie is een alternatieve geneeswijze die psychische problematiek probeert te behandelen met behulp van zowel psychotherapeutische vaardigheden als astrologie. Naast bekende psychologische inzichten over de werking van de geest en hersenen van de mens wordt de geboortehoroscoop gebruikt om het karakter en de huidige psychische problemen van iemand (mede) te verklaren en te behandelen.
De effectiviteit van deze behandeling is niet aangetoond.